# 이사크 브리수엘라
이사크 브리수엘라 무뇨스(스페인어: Isaác Brizuela Muñoz iˈsa(a)k βɾiˈswela[*], 캘리포니아주 산호세 ~)는 멕시코계 미국인 축구 선수로, 현재 리가 MX의 과달라하라에서 활약하고 있다.
브리수엘라는 미국에 거주하던 멕시코인 부모님 사이에서 태어났으나, 곧 2살이 되었을 때 아직 부모님이 캘리포니아에서 근무할 때에 할리스코주의 라고스 데 모레노로 이주하였다. 그는 지역 클럽에서 축구를 하다가 과달라하라의 톨루카 유소년 팀에 스카우트되었다. 브리수엘라는 2009년에 클럽의 유소년 팀이자 2부 리그에 속해있던 아틀레티코 메히켄세에서 우수한 활약을 펼치다가 1군에 승격되었다. 그는 2013년에 아틀라스로 단기간 임대되기도 하였다.
그는 그의 애칭인 작은 토끼 (Conejito) 로 알려져 있다.

## 클럽 경력

### 톨루카
2009년 7월 26일, 과달라하라와의 2009년 아페르투라 경기에서 톨루카로 데뷔전을 치르었다. 그는 톨루카 소속으로 토르네오 비센테나리오 2010을 우승하며 생애 최초의 우승을 맛보았다. 2013년 1월, 브리수엘라는 더 많은 출전시간을 확보하기 위해 아틀라스로 6개월간 임대되었다. 그는 아틀라스에서 성공적인 활약을 보이며 2013 클라우수라에서 3위를 차지하는데 공을 세웠고, 8강에 진출하여 강등을 피하였고, 이에 자극을 받은 호세 카르도소 톨루카 감독은 그를 다시 스쿼드에 포함시켰다.

## 국가대표팀 경력
2013년 5월, 브리수엘라는 본래 멕시코 축구 협회 (FMF) 에 자신이 할리스코주 라고스 데 모레노 출신인 것으로 보고하였으나, 멕시코계 부모님 사이에서 캘리포니아주 산호세에서 태어난 것으로 밝혀졌다. 그에 따라, 그는 미국과 멕시코로 출전이 가능케 되었다. 브리수엘라는 처음에 멕시코 국가대표로 활약하는 것에 흥미 있음을 드러냈으나, 기회가 생기면 미국 국가대표로 활약할 의사도 밝혔다. 이틀 후, 호세 마누엘 데 라 토레 멕시코 국가대표팀 감독은 루이스 페르난도 테나 청소년 국가대표팀 감독과 함께 이사크 브리수엘라를 아틀라스에서의 우수한 활약에 반영해 2013년 CONCACAF 골드컵의 멕시코 35인 예비 엔트리에 포함시켰다. 그는 이후 대회에 참가할 최종 23인 엔트리에 포함되었다. 브리수엘라는 파나마와의 2013년 CONCACAF 골드컵 경기에서 멕시코 국가대표로 첫 주요 대회 경기에 출전하였고, 미국-멕시코 이중 국적을 가진 그는 향후에 멕시코 국가대표로만 출전할 수 있게 되었다.

## 수상

### 클럽
톨루카
- 리가 MX (1): 토르네오 비센테나리오 2010

### 국가대표팀
멕시코 U-23
- 팬아메리칸 게임 (1): 2011